# Ступинское машиностроительное производственное предприятие
Ступинское машиностроительное производственное предприятие (АО «СМПП») — одно из ведущих серийных предприятий Российской Федерации по выпуску несущих систем вертолётов, разработанных на АО «МВЗ им. М. Л. Миля», АО «КАМОВ» и воздушных винтов для турбовинтовых самолётов.

## История
Предприятие основано 17 июня 1948 года в системе Министерства авиационной промышленности СССР как государственный союзный завод № 120 по серийному выпуску воздушных винтов самолётов.
С 1962 года освоено новое направление в производстве по выпуску несущих систем вертолётов.
В 1994 году акционировано и преобразовано в открытое акционерное общество.
Более чем за полувековой период своего существования коллективом ступинских машиностроителей освоен выпуск 20 базовых изделий, каждое из которых имеет многочисленные модификации. В середине 1980-х годов предприятие стало одним из крупнейших заводов в мире по выпуску воздушных винтов, что и было признано известной в мире американской винтостроительной фирмой «Гамильтон Стандарт» на праздновании 50-летия СМПП. Авиационная техника предприятия эксплуатируется в 42-х странах мира.

## Современная продукция
В настоящее время предприятие оснащено парком современного высокопроизводительного оборудования и владеет прогрессивными технологиями современного производства.
Благодаря наличию высоко — технически подготовленного производства, квалифицированных специалистов, современного оборудования и испытательной базы, предприятие в короткие сроки может осваивать и производить сложные крупногабаритные агрегаты для авиационной промышленности.
В настоящее время «СМПП» выпускает агрегаты для вертолётов: типа Ми-8/17, Ми-24/Ми-35М, Ми-26/Т, Ми-28Н, Ка-52 и турбовинтовых самолётов Ту-95, Ту-142, Ан-24, Ан-26, Ан-22. На предприятии изделия машиностроения изготавливают в замкнутом цикле: заготовка — изготовление детали — сборка изделия.

## Награды завода
- В 1995 году предприятию присуждены награда — «Факел Бирмингема» за успехи в экономическом выживании и развитии в трудных условиях.

- В 1999 году в Париже предприятию была вручена награда «Арка Европы» в категории «За превосходное качество».

- В 1999 году предприятие награждено дипломом и серебряной медалью за участие в выставке, посвященной 70-летию Московской области.

## Сотрудничество
Предприятие тесно сотрудничает со всемирно известными конструкторскими бюро имени А. Н. Туполева, С. В. Ильюшина, О. К. Антонова, М. Л. Миля, Н. И. Камова.

## Собственники и руководство
Управляющая организация — АО «Вертолёты России». Предприятие находится в смешанной форме собственности — «государственно-частной». Управляющий директор — Пальцев Денис Евгеньевич.